# Oberes Ammertal mit dem Seitental Merkental
Oberes Ammertal mit dem Seitental Merkental ist ein Landschaftsschutzgebiet (Schutzgebietsnummer 4.16.011) im Landkreis Tübingen.

## Lage und Beschreibung
Das Schutzgebiet liegt im Ammertal zwischen den Ammerbucher Ortsteilen Reusten und Poltringen. Es gehört zum Naturraum 104-Schönbuch und Glemswald innerhalb der naturräumlichen Haupteinheit 10-Schwäbisches Keuper-Lias-Land.

## Schutzzweck
Wesentlicher Schutzzweck ist laut Schutzgebietsverordnung die Erhaltung des Ammertales zwischen Reusten und Poltringen mit seinem noch naturnahen Bachlauf, der als Grünland bewirtschafteten Talaue, den unterschiedlich ausgeprägten Hängen einschließlich geologischer Aufschlüsse aus dem Muschelkalk und der durch Abbau entstandenen Wasserflächen sowie der Schutz der an den südexponierten Hängen botanisch und zoologisch artenreichen Steppenheide, Halbtrockenrasen, Trockenrasen und Felsgesellschaften.